# Moje serce to jest muzyk, czyli polskie standardy
Moje serce to jest muzyk, czyli polskie standardy – album studyjny polskiego piosenkarza Rafała Brzozowskiego. Wydawnictwo ukazało się 25 listopada 2016 roku nakładem wytwórni muzycznej Universal Music Polska. Na płycie znalazły się interpretacje utworów m.in. z repertuaru Andrzeja Rybińskiego, Krzysztofa Krawczyka, Marka Grechuty oraz Ewy Bem.
Album dotarł do 36. miejsca polskiej listy przebojów – OLiS.

## Lista utworów
Opracowano na podstawie materiału źródłowego.
| Nr  | Tytuł utworu                                                        | Długość |
| --- | ------------------------------------------------------------------- | ------- |
| 1.  | „Nie domykajmy drzwi”                                               | 4:16    |
| 2.  | „Serce to jest muzyk” (gościnnie: Barbara Kurdej-Szatan)            | 3:43    |
| 3.  | „Dopóki jesteś”                                                     | 4:09    |
| 4.  | „Kochać” (gościnnie: Natalia Szroeder)                              | 4:24    |
| 5.  | „Nie liczę godzin i lat”                                            | 3:36    |
| 6.  | „Jak minął dzień”                                                   | 3:38    |
| 7.  | „Zacznij od Bacha” (gościnnie: Zbigniew Wodecki)                    | 3:53    |
| 8.  | „Anna Maria”                                                        | 4:17    |
| 9.  | „Gdzie się podziały tamte prywatki” (gościnnie: Wojciech Gąssowski) | 4:00    |
| 10. | „Żółte kalendarze”                                                  | 3:27    |
| 11. | „Nie dokazuj”                                                       | 4:33    |
| 12. | „Wspomnienie”                                                       | 4:28    |
| 13. | „Medytacje wiejskiego listonosza” (gościnnie: Matt Dusk)            | 3:52    |
| 14. | „Tych lat nie odda nikt” (gościnnie: Irena Santor)                  | 4:25    |
| 15. | „Tak blisko” (Latin Version)                                        | 3:54    |
|     |                                                                     | 1:00:35 |